# Podocarpus decumbens
Espèce
Statut de conservation UICN

 CR  : 
En danger critique
Podocarpus decumbens est une espèce de plantes de la famille des Podocarpacées.